# みくもとかさね
『みくもとかさね』は、山崎峰水による日本の漫画作品。『ヤングキングアワーズ』（少年画報社）において、2009年6月号に読み切りが掲載された後、2010年4～6月号と同年11～12月号に掲載された。今後もシリーズ連載される予定である。

## あらすじ
霊が視える事を隠し、それらに興味を持たずに生活してきた神鳥美雲。しかし、ある時、美雲の身に霊が取り憑き、その体を操って弓道部員の女子に向けて矢を射てしまう事件が起きる。そんな折、美雲に転校生の井上累が近づき、自分も霊を視る力を持っている事、美雲に憑いているのは産土ノ神である事を告げる。美雲は、女子部員に取り憑いていた鬼を、産土ノ神の力の宿った矢で祓う。それ以来、美雲は累が持ち込む事件を解決する為、神をその身に降ろし、矢で妖怪を祓う妖怪退治をしていく事になるのだった。

## 登場キャラクター
神鳥 美雲（かんどり みくも）
本作の主人公。郊外の学校に通う高校2年生で、弓道部所属。幼い頃から霊を視る力を持っていたが、その事を隠して過ごしてきた。同じ力を持つ累に見込まれて、半ば強引に巻き込まれる形で妖怪退治を行なう事となる。実家は神鳥弓具店。
「覡（かむなぎ）」の力を持ち、妖怪と相対した時、神がその身に降りてきて、その力を宿した矢で妖怪を倒す。弓の弦を鳴らす蟇目鳴弦で邪気を祓った事もある。
井上 累（いのうえ かさね）
もう1人の主人公。美雲が通う高校に転校してきた。転校してすぐに「民俗学部」を発足し、妖怪やオバケ、UMA等による事件を解決する妖怪退治屋を始める。
美雲と同じく、霊を視る力を持つ。日本の民俗学に造詣が深く、作中で起きる事件や現れた怪異に関する説明役を担っている。民族学を勉強し、妖怪退治を行なうのは、神隠しにあった妹を探す他、何らかの目的を持っている様子である。
三橋（みつはし）
美雲と累のクラスメイトで、美雲と同じ弓道部員。姉がかまいたちに襲われ、その事件の解決を民族学部に依頼する。
井上 るい（いのうえ るい）
累の妹。神隠しに遭い、現在は異界（むこう）に取り残されている。兄との接触を試みているが、妖怪により異界に繋ぎ止められている為、現世に戻る事が出来ない。
鏑木 双雲（かぶらぎ そううん）
神鳥美雲の祖父。作中では既に亡くなっている。鏑木流の矢師で、生前は祈祷用の矢を作り、神社にも奉納していた。鏑木流の矢は、退魔の矢として帝にも献上されていた。

### 神
- 産土ノ神（うぶのかみ） - 鬼塚に鬼を封じていた神。
- 座敷童（ざしきわらし） - 家の守り神。累は、地鎮祭で神の依り代として埋められた白木の人形（ひとがた）が長い年月を経て具現化した存在と説明している。
- 天狗（てんぐ） - 山を統べる、神に近い存在。作中では、鹿の角が生えた、巨大な四足の猛禽類のような姿で描かれている。
- 道保の神（ちまたのかみ） - 異界に通じ妖怪の通り道となっている穴（ナワスジ又はナメラスジという）から人を守る防塞（ぼうさえ）の神。
- 天之水分神（あめのみくまりのかみ） - 速秋津二神（はやあきつにしん）から生まれた蛇で、川を司る神。
- 大山咋神（おおやまくいのかみ） - 鵺が封じられていた山にいた神。頭部にあたる部分に無数の穴が開いていて、そこから空気が漏れるたびに笛のように音が出る。美雲には「鳴鏑ノ神（ナリカブラノカミ）」と名乗る。

### 妖怪
- 鬼 - 人に取り憑き、その者を凶暴化させる妖怪。
- 座敷童 - 間引きされる等して、親に殺された赤子の霊が妖怪化した存在。累の説明では、家の守り神の座敷童と怨霊の座敷童の2種類が存在するとしている。
- かまいたち - 山で禁を犯した者を罰する為に、天狗が放った使い魔。
- ソデヒキ - 人を異界に引きずり込む妖怪。
- 国之水分神（くにのみくまりのかみ） - 天之水分神の兄弟であるムカデで、地下水脈を司る神。
- 鵺（ぬえ） - 祠の中に納められていた鏑矢に封じられていた妖怪。どんな声でも出せる妖怪で、様々な声で人を惑わせる。その正体は声そのもので、実体はない。

## 単行本
ヤングキングコミックス（少年画報社）より刊行。
1. 2010年12月1日発売 ISBN 978-4-7859-3521-4